# James Mason (actor)
James Mason es un actor australiano, más conocido por haber interpretado a Chris Pappas en la serie Neighbours.

## Carrera
El 25 de febrero de 2010, se unió al elenco de la exitosa serie australiana Neighbours, donde interpretó a Chris Pappas. (su personaje es el primer personaje gay masculino en la historia de la serie), hasta el 27 de marzo de 2015. En octubre de 2015 se anunció que James regresaría a la serie el 6 de noviembre del mismo año. Ese mismo año apareció en la película dramática Contender/Skirmish/The Itch, donde dio vida a Adrián.
En marzo de 2014 Jason apareció en la película indie 36 Questions, estrenada en 2015.

## Filmografía

### Series de televisión
| Año         | Título     | Personaje    | Notas           |
| ----------- | ---------- | ------------ | --------------- |
| 2010 - 2015 | Neighbours | Chris Pappas | 1,027 episodios |

### Películas
| Año  | Título                      | Personaje | Notas                                                                    |
| ---- | --------------------------- | --------- | ------------------------------------------------------------------------ |
| 2015 | 36 Questions                | James     | junto a Natasha Leigh, Cameron Hall, Will Moore y Cate Commisso          |
| 2014 | Newman                      | Leroy     | junto a Dean Kirkright, Jeremy Kewley, Christian Heath y John McCullough |
| 2011 | Killervision                | Darren    | junto a Joshua Dean Williams y Dean Kirkright                            |
| 2010 | Contender/Skirmish/The Itch | Adrián    | -                                                                        |

## Premios y nominaciones
| Año  | Categoría                    | Premio      | Serie      | Resultado |
| ---- | ---------------------------- | ----------- | ---------- | --------- |
| 2012 | Most Popular New Male Talent | Logie Award | Neighbours | Nominado  |